# Чограй
Чограй (балка Чограй, балка Чограйская) — река в России, протекает в Ставропольском крае. Устье реки находится в 76 км по правому берегу реки Восточный Маныч. Длина реки составляет 111 км, площадь водосборного бассейна 1480 км².

## Данные водного реестра
По данным государственного водного реестра России относится к Западно-Каспийскому бассейновому округу, водохозяйственный участок реки — Восточный Маныч от истока до Чограйского гидроузла, речной подбассейн реки — подбассейн отсутствует. Речной бассейн реки — Бессточные районы междуречья Терека, Дона и Волги.
Код объекта в государственном водном реестре — 07010000112108200001312.